# ابوطالب مکی
محمد بن علی بن عطیه بن عطیه حارثی مکی معروف به ابوطالب مکی (درگذشت: ۳۸۶ ق/۹۹۶ م در بغداد) زاهد و عارف سده چهارم هجری قمری است. در اصل از مردم جبل ایران بود و چون در مکه پرورش یافته بود به «مکی» معروف شد. از زندگی و احوال شخصی و خانواده‌اش آگاهی دقیقی نداریم و مؤلفان کتاب‌های طبقات و ترجمه‌های صوفیه نیز از او سخنی نگفته‌اند.
مهمترین اثر او کتاب «قوت القلوب» است با اسم کامل «قوت القلوب فی معامله المحبوب و وصف طریق المرید الی مقام التوحید» به معنی «مایه حیات قلب‌ها در معامله با محبوب و توصیف چگونگی رسیدن مرید تا مقام توحید». از گوناگونی مطالبی که در قوت‌القلوب دیده می‌شود، می‌توان دریافت که دوره‌ای طولانی را به فراگیری علوم زمان خود اختصاص داده و به ویژه، در استماع حدیث و روایت آن کوشا بوده‌است. او صحیح بخاری را نزد ابوزید استماع کرد و از عبدالله بن جعفر فارس اجازه روایت گرفت. از کسانی مانند ابوبکر آجری، علی بن احمد مصیصی، محمد بن عبدالحمید صنعانی و احمد ضحاک روایت می‌کرد. همچنین، کسانی مثل عبدالعزیز ازجی و محمد بن مظفر خیاط از او روایت کرده‌اند.
نسبت ابوطالب در تصوف به دو واسطه از طریق ابوالحسن احمد و پدر او، ابوعبدالله محمد بن سالم، به سهل تستری (درگذشته ۲۸۳ق) می‌رسید. او با ابن جلا از صوفیان معروف شام، نیز هم‌سخنی داشت و از او با عنوان «شیخنا ابوبکر بن جلا» یاد می‌کند.
ابوطالب با ریاضت روزگار می‌گذراند و ظاهراً سال‌ها خوراکش برگ و ریشه گیاهان صحرا بود، آن‌چنان‌که رنگ بر چهره نداشت. روش ابوطالب مکی در تصوف مبتنی بر مجاهدت و ریاضت نفس و زهد و ترک و تجرد بود. او جوع و سهر و صمت و خلوت را اساس سلوک می‌دانست و ظاهراً در این روش از حد اعتدال خارج می‌شد؛ اما از سوی دیگر، در برخی موارد وسعت نظر و سماجت و اعتدال از خود نشان می‌داد. چنان‌که، بر خلاف بسیاری از زاهدان دوره خود، سماع را اگر از روی لهو و برای لذت نفسانی نبود، حلال می‌دانست و می‌گفت: «هر که سماع را منکر آید، هفتاد صدیق را منکر شده باشد».
وی در ۳۸۶ هجری قمری در بغداد درگذشت.